# La Lorraine
La Lorraine war eine französische Automarke.

## Unternehmensgeschichte
Das Unternehmen Charles Schmid & Feuillette wurde im November 1897 in Bar-le-Duc gegründet. Ziel war neben dem Automobilbau die Herstellung von Zubehör wie Lichtanlagen. 1899 begann die Produktion von Automobilen, die als La Lorraine vermarktet wurden. 1902 endete die Automobilproduktion. 1909 wurde das Unternehmen aufgelöst.

## Fahrzeuge
Das einzige Modell war mit einem Einzylindermotor im Heck und einem Friktions- bzw. Reibradgetriebe ausgestattet. Es gab die Karosserieformen Vis-à-vis und Landaulet.